# Jagnjavalkja
Jagnjavalkja (možno tudi Jajnavalkja)(v sanskrtu - याज्ञवल्क्य, Yājñavalkya) je bil vedski riši pod legendarnim kraljem Janako. Velja za avtorja več vedskih spisov. Njegova zelo cenjena in pogosto citirana učenja osvetljujejo znanja Atmana in Brahmana ter pojasnjujejo karmo in reinkarnacijo.

### Jagnjavalkja
Jagnjavalkja je bil hindujski vedski modrec. Omenjen je v Upanišadah in je verjetno živel v regiji Videha v starodavni Indiji, približno med 8. stoletjem pred našim štetjem in 7. stoletjem pred našim štetjem. Velja za enega najzgodnejših filozofov v zgodovini. Predlaga in razpravlja o metafizičnih vprašanjih o naravi obstoja, zavesti in nestalnosti ter razloži epistemsko doktrino neti neti ("ne to, ne to"), da bi odkril univerzalnega Sebe in Atmana. Njegove ideje o odpovedi posvetnim navezanostim so bile pomembne za hindujske tradicije sannjasa. Jajnavalkja je zaslužen za skovanje Advaite (nedualizem, monizem), še ene pomembne tradicije v hinduizmu. Besedila, ki so mu pripisana, vključujejo Jagnjavalkja Smriti, Joga Jagnjavalkja in nekatera besedila šole Vedanta. Omenjen je tudi v različnih brahmanah in aranjakah. Podpiral je sodelovanje žensk v vedskih študijah, hindujska besedila pa vsebujejo njegove dialoge z dvema filozofinjama, Gargi Vachaknavi in Maitreyi. V Brihadaranjaka Upanišadah niz dialogov kaže, da je Jagnjavalkja imel dve ženi, Maitreyi, znanstveno ženo,  ki je Jagnjavalkjo izzivala s filozofskimi vprašanji in Katyayani, tiho gospodinjo. Medtem ko sta Jagnjavalkja in Katyayani živela v zadovoljni domačnosti, je Maitreyi poleg tega, da je " samopoizvedovala o samoogledovanju",  študirala metafiziko in se s svojim možem podajala v teološki dialog. V nasprotju z Brihadaranjaka Upanišadami je epska Mahabharata navajala, da je Maitreyi mlada lepotica, učenka šole Advaite, vendar se nikoli ni poročila. Njegovo ime Jagnjavalkja izhaja iz jagna, kar se nanaša na ritual. Vendar pa Frits Staal pravi, da je Jagnjavalkja bil "mislec, ne ritualist".

### Dela
Jagnjavalkjo povezujemo s številnimi drugimi glavnimi starodavnimi besedili v sanskrtu. To so Šukla Jadžurveda, Shatapatha Brahmana, Brihadaranjaka Upanišade, Dharmasastra z imenom Jagnjavalkja Smṛiti, Vriddha Jagnjavalkja in Brihad Jagnjavalkja. Prav tako je omenjen v Mahabharati ter Puranah in v starodavnih jainizemskih besedilih, kot je Isibhasijaim. Po njem je poimenovano tudi pomembno in vplivno besedilo o jogi v hinduizmu, in sicer Joga Jagnjavalkja, a avtor ni povsem jasen. Dejanski, a neznani, avtor besedila Joga Jajnavalkja je bil verjetno nekdo, ki je živel mnogo stoletij po vedskem modrecu Jagnjavalkja, ni pa vedel, da je bil Jagnjavalkja oče, Vajasaneja pa njegov biološki sin, ki je Jogo Jagnjavalkja zapisal ali razložil svojim potomcem! Ian Whicher, profesor religije na Univerzi v Manitobi, trdi, da je avtor Joge Jagnjavalkja morda starodavni Jagnjavalkja, vendar ga ne smemo zamenjevati z Jagnjavalkja iz vedske dobe, ki jo v hinduizmu častijo za Brihadaranjaka Upanišade. Po navedbah Vishvanath Narajan Mandlik se ta sklicevanja na Jagnjavalkja v drugih besedilih poleg istoimenske Joge Jagnjavalkja navezujejo na različne modrece z istim imenom.

### Ideje

#### O karmi in ponovnem rojstvu
Eno od zgodnjih načel teorij karme in ponovnega rojstva se pojavlja v razpravah Jagnjavalkje.
Zdaj, ko je človek takšen ali drugačen, kakor bo ravnal in kakor se bo obnašal, takšen  bo
človek dobrih dejanj bo postal dober, človek slabih dejanj, slab; čist postane s čistimi dejanji, slab s slabimi dejanji;
In tukaj pravijo, da je oseba sestavljena iz želja, in kakor je njegova želja, takšna je tudi njegova volja; in kakor je njegova volja, tako je tudi njegovo dejanje; in karkoli bo storil, tisto bo požel.
- Brihadaranjaka Upanišade 4.4.5-6,
Max Muller in Paul Deussen v svojih prevodih opisujeta pogled Upanišad na "Dušo, Sebe" in "svobodno, osvobojeno stanje obstoja", saj je "Jaz nevtralen, saj ne more propasti; ni vezan, ker se ne veže; neoviran, ne trpi, ne propade. Je onstran dobrega in zla in niti to, kar je storil ter niti tisto, kar je izpustil, ne vpliva nanj. (...) On,  kot takšen, ki to ve (je dosegel samouresničitev), postane tih, umirjen, zadovoljen, potrpežljiv in zbran. V sebi vidi Sebe, vse vidi kot Sebe. Zlo ga ne premaga, on premaga vse zlo. Zlo ga ne zažge, on požge vse zlo. Brez zla, brez madežev, brez dvoma je postal Atman-Brâhmana; to je svet Brahme, o kralj, tako je govoril Jagnjavalkja. "

#### O duhovni osvoboditvi
Razdelek 4.3 Brihadaranjaka Upanišad je pripisan Jagnjavalkji, v njem so obravnavani predpostavke mokše (osvoboditev, svoboda) in podane nekatere najbolj preučene himne. Paul Deussen ga imenuje "edinstvenega v svojem bogastvu in toplini predstavitve", z globino, ki ohranja svojo polno vrednost v sodobnem času.

#### O ljubezni in duši
Dialog Maitreji-Jagnjavalkja o Brihadaranjaki Upanišad navaja, da ljubezen poganja človekova duša, in razpravlja o naravi Atmana in Brahmana ter njihovi enotnosti, kar je jedro filozofije Advaite. Dialog Maitreji-Jagnjavalkja je preživel v dveh rokopisnih recenzijah iz vedskih šol Madhjamdina in Kanva; čeprav imata večje literarne razlike, imata isto filozofsko temo. Ta dialog se pojavlja v več hindujskih besedilih; najprej je v poglavju 2.4 - in spremenjen v poglavju 4.5 - Brihadaranyake Upanišad, ene glavnih in najstarejših Upanišad. Adi Shankara, učenjak vplivne šole Advaita Vedanta za hindujsko filozofijo, je v svojem Brihadaranyakopanishad bhashya zapisal, da je namen dialoga Maitreji-Jagnjavalkja v poglavju 2.4 Brihadaranjaka Upanišad poudariti oziroma izpostaviti pomen znanja Atmana in Brahmana, in razumeti njihovo enostnost. Po mnenju Shankare dialog kaže, da je odpoved predpisana v Sruti (vedskih besedilih hinduizma) kot sredstvo za poznavanje Brahmana in Atmana. Dodaja, da je prizadevanje za samospoznanje v Srutiju pomembno, ker se Maitrejijin dialog v poglavju 4.5 ponavi kot "logičen zaključek" razprave o Brahmanu v Upanišadah. V zaključku dialoga o "notranjem sebi" ali duši Jagnjavalkja pove Maitreji
Zares bi bilo treba videti, slišati, razumeti in premišljevati o sebi, O Maitreja
zares tisti, ki je videl, slišal, odseval in razumel Sebe- samo po njem se spozna ves svet.
Brihadaranjaka Upanišade 2.4.5b
Potem ko je Jagnjavalkja odšel in postal sannjasi, je Maitreji postala sannjasini – tudi ona tava in ima puščavniški način življenja.